# Fikirtepe (Kadıköy)
Fikirtepe ("collina del pensiero" in turco) è una mahalle del distretto di Kadıköy, nella parte asiatica di Istanbul. È il nome di una zona che comprende il quartiere di Fikirtepe e i quartieri di Eğitim e Dumlupınar.

## Geografia fisica
Fikirtepe, che geograficamente è una bassa collina delimitata da valli su entrambi i lati che si protende verso il torrente Kurbagalıdere, anticamente era collegata al mare. Secondo alcuni, nell'antichità la baia di Kalamış si estendeva fino alla periferia di Fikirtepe.
Fikirtepe, che confina con il quartiere di Hasan Paşa, con Kurbağalıdere e la tangenziale del Ponte dei Martiri del 15 luglio (Autostrada 1) a ovest, con Merdivenköy a est, con i quartieri di Zühtü Paşa e Feneryolu con Kayışdağı caddesi a sud e con il quartiere di Ünalan con l'autostrada D 100 a nord, è stato diviso in tre quartieri nel 1975 a causa dell'aumento della popolazione. Si tratta dei quartieri di Devrim (Dumlupınar dopo il 1980), Fikirtepe e Eğitim. Il quartiere originario di Fikirtepe, che dà il nome alla mahalle, si trova nell'area compresa tra Mandıra caddesi e Hızır Bey caddesi . A sud si trova il quartiere di Eğitim e a nord il quartiere di Dumlupınar.

## Storia
Secondo importanti ritrovamenti archeologici nelle vicinanze, la storia della regione di Fikirtepe risale all'antichità.
La cultura di Fikirtepe, una delle più antiche culture conosciute non solo nella città di Istanbul ma anche nella Regione di Marmara, prende il nome dall'insediamento di Fikirtepe vicino a Istanbul-Kadıköy. La prima vita associata basata sull'agricoltura e sull'allevamento nella regione di Marmara inizia con la cultura di Fikirtepe, risalente al 5500 a.C., durante il Neolitico.
Non si sa se Fikirtepe fosse abitata durante il periodo bizantino e il primo periodo ottomano. Tuttavia, il nome "Fikir Tepesi" compare nella mappa della città disegnata da Kauffer nel 1786. Secondo una diceria popolare, l'area prese il nome dal derviscio Fikir Baba.
Nel XVIII secolo, il Kurbağalıdere, allora noto come "Insenatura di Kadıköy", si estendeva fino ad Hasanpaşa formando un estuario ed era ricco di acqua. Le passeggiate intorno alle fattorie private situate a est del ponte Kasr-ı Ali erano tra quelle preferite dagli abitanti di Istanbul. Nei rapporti delle ambasciate dell'epoca si parla di gite in barca sul Kurbağalıdere e di divertimenti nelle passeggiate, e si dice che pittori e poeti si recavano sulla collina di Fikir per trovare ispirazione. La villa di caccia di Murad V, che salì brevemente al trono nel 1876, rimase quasi l'unica struttura di Fikirtepe fino agli anni Cinquanta. La villa e la fattoria, che era di proprietà personale del sultano, erano circondate da campi di fragole e gombi e da boschi di acacie e castagni, dove oggi si trova il Campus Göztepe dell'Università di Marmara.
Si dice che Fikirtepe, che allora faceva parte del quartiere di Kızıltoprak, fino alla fine degli anni Cinquanta non avesse altri insediamenti oltre alla casa dell'insegnante Refik Apa. Fikirtepe, che ha assistito a un'intensa migrazione interna a partire dagli anni Cinquanta e si è rapidamente trasformata in una zona di baraccopoli, è diventata un mukhtarate del distretto di Kadıköy nel 1965. I prati, i campi di fragole e di gombo utilizzati come aree ricreative dagli abitanti di Istanbul furono distrutti e sostituiti da migliaia di gecekondu. A causa del rapido aumento della popolazione, nel 1975 Fikirtepe fu divisa nei quartieri di Dumlupınar e Eğitim.
Dal 1980, si sono verificati molti episodi di violenza nel quartiere, soprattutto nell'area di Dumlupınar, che essendo più isolata e costituita da gecekondu è più pericolosa.

## Descrizione

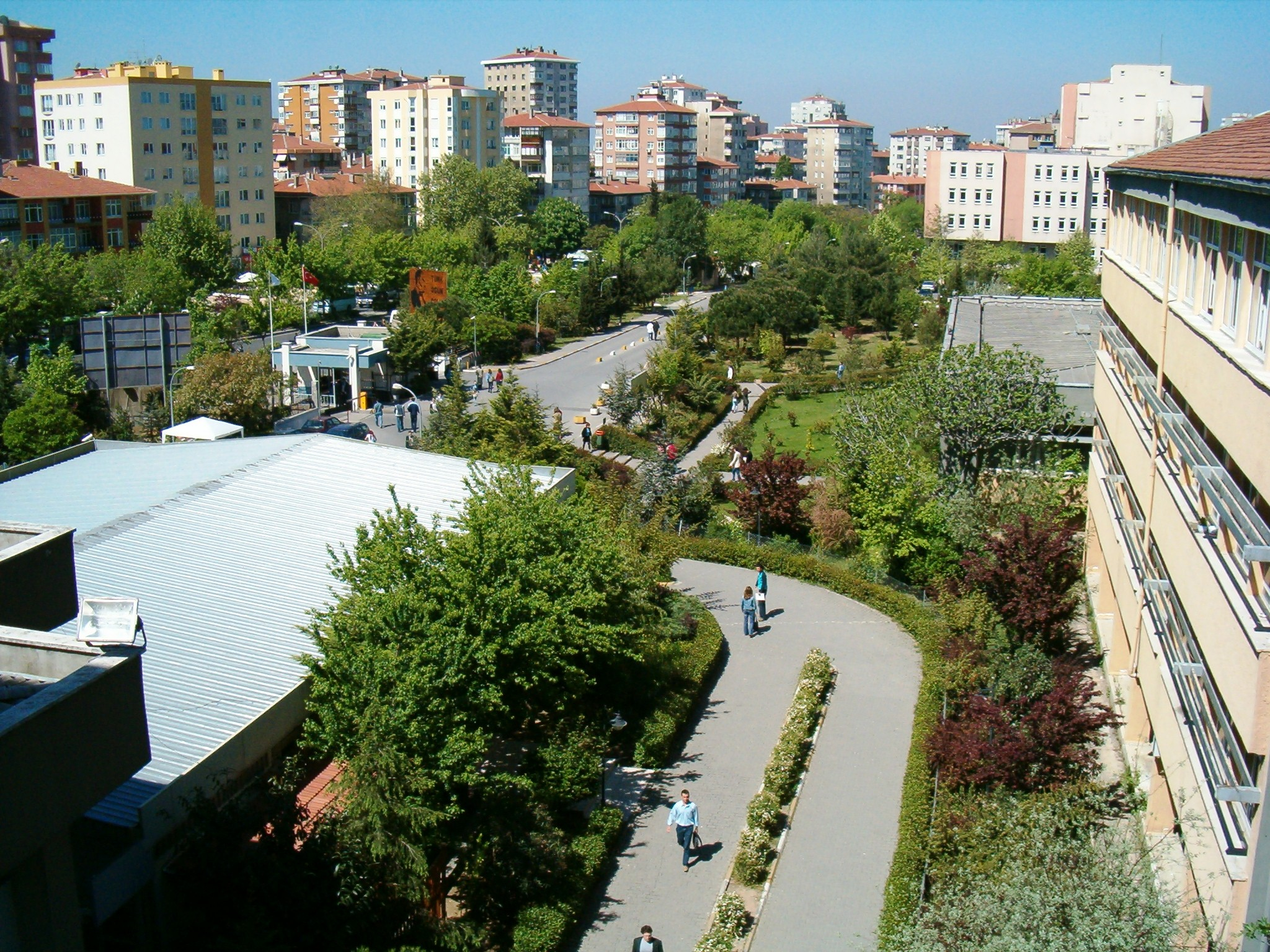
Campus di Göztepe della Marmara Üniversitesi

La parte meridionale del quartiere, che ha iniziato a svilupparsi dopo che la Scuola Superiore Femminile di Formazione per Insegnanti di Çapa è stata trasferita a Fikirtepe nel 1966, è nota come Quartiere di Eğitim. Il Quartiere dell'Istruzione, i cui confini sono formati dalle vie Hızır Bey, Dr Erkin e Fahreddin Kerim Gökay, è la parte più moderna di Fikirtepe. Si differenzia immediatamente dai quartieri di Fikirtepe e Dumlupınar per il suo modello di insediamento costituito per lo più da blocchi molto alti. Nel quartiere di Dumlupınar a est e in quello di Fikirtepe a ovest si osservano insediamenti di baracche irregolari a due o tre piani. I quartieri di Fikirtepe e Dumlupınar sono gli unici insediamenti di baracche all'interno dei confini di Kadıköy. Poiché le dimensioni dei terreni edificabili nel centro di Istanbul sono piuttosto ridotte, questa regione stuzzica l'appetito di molti investitori.
Le officine di riparazione delle auto, un tempo comuni nella regione, sono state trasferite nel sito industriale di Bostancı Auto.

## Monumenti e luoghi di interesse
I manufatti rinvenuti durante gli scavi hanno dimostrato che è uno degli insediamenti più antichi di Istanbul. Molti manufatti scavati in questa zona sono esposti nel Museo Archeologico. L'edificio storico più importante del quartiere di Fikirtepe, dove ci sono pochi edifici storici, è la residenza di caccia di Murad V in Kasrı Ali caddesi. Tra gli edifici religiosi, vi sono le moschee di Aklar, Tepe, Pehlivan e Merkez nel quartiere di Fikirtepe; le moschee di Şahsüvaroğlu, di Hacı Nusreddin, dei Dodici Imam e di Fuat Zilelioğlu nel quartiere di Dumlupınar; le moschee di Bayraktar, Saliha Kulaksız e İhsaniye nel quartiere di Eğitim.
Un importante edificio pubblico della zona è costituito dai magazzini dell'Ufficio di Stato per le forniture all'interno dei confini del quartiere di Dumlupınar.

## Educazione
La più importante tra le istituzioni educative nel quartiere è il Campus di Fikirtepe (poi Göztepe) dell'Università di Marmara, che opera negli edifici aggiuntivi costruiti intorno all'Istituto di Educazione Atatürk fondato nel 1966. Oltre all'Istituto dell'Unione Europea e al Liceo Scientifico Atatürk, il Liceo Mehmed Bayezid, la Scuola Primaria İnönü, la Scuola Primaria Münevver Şefik, la Scuola Primaria Kaptan Hasan Paşa, la Scuola Primaria Murat Paşa, la Scuola Primaria Hüseyin Ayaz (ex Scuola Primaria Arif Paşa) sono tra le istituzioni educative nelle vicinanze di Fikirtepe.